# Двадцать лет спустя (телеспектакль)
«Двадцать лет спустя» — советский телевизионный спектакль, поставленный режиссёром Юрием Сергеевым по одноимённому роману Александра Дюма на Центральном телевидении СССР в 1971 году.

## Сюжет
Спектакль поставлен по мотивам второй части трилогии Александра Дюма о королевских мушкетёрах.

## В ролях
- Армен Джигарханян — Д’Артаньян
- Вениамин Смехов — Арамис
- Олег Стриженов — Атос
- Роман Филиппов — Портос
- Владимир Зельдин — кардинал Мазарини
- Татьяна Доронина — королева Анна Австрийская
- Руфина Нифонтова — герцогиня де Шеврез
- Игорь Старыгин — виконт де Бражелон
- Вадим Шульц — юный Людовик
- Геннадий Карнович-Валуа — Рошфор

## Съёмочная группа
- Художник-постановщик Лариса Мурашко.
- Ведущий оператор В. Полухин.

## Технические данные
Телеспектакль «Двадцать лет спустя» трёхсерийный, цветной, общий хронометраж — 3 ч 35 мин. Был снят на видеомагнитофонную плёнку, поэтому не сохранился. Премьера: 22 мая 1971 года по 1 программе ЦТ СССР.